# Eksta församling
Eksta församling är en församling i Klinte pastorat i Medeltredingens kontrakt i Visby stift i Svenska kyrkan. Församlingen ligger i Gotlands kommun i Gotlands län.

## Administrativ historik
Församlingen har medeltida ursprung. 
Församlingen var till 1941 moderförsamling i pastoratet Eksta och Sproge, som den 1 maj 1922 utökades med Levide och Gerums församlingar. Från 1941 till 1962 var den moderförsamling i pastoratet Eksta, Levide och Gerum. Från 1962 var den annexförsamling i pastoratet Klinte, Fröjel, Eksta och Sproge, som 2002 utökades med Sanda församling, Västergarns församling, Mästerby församling, Hejde församling och Väte församling.

## Kyrkor
- Eksta kyrka